# Kanzel (Brouckerque)

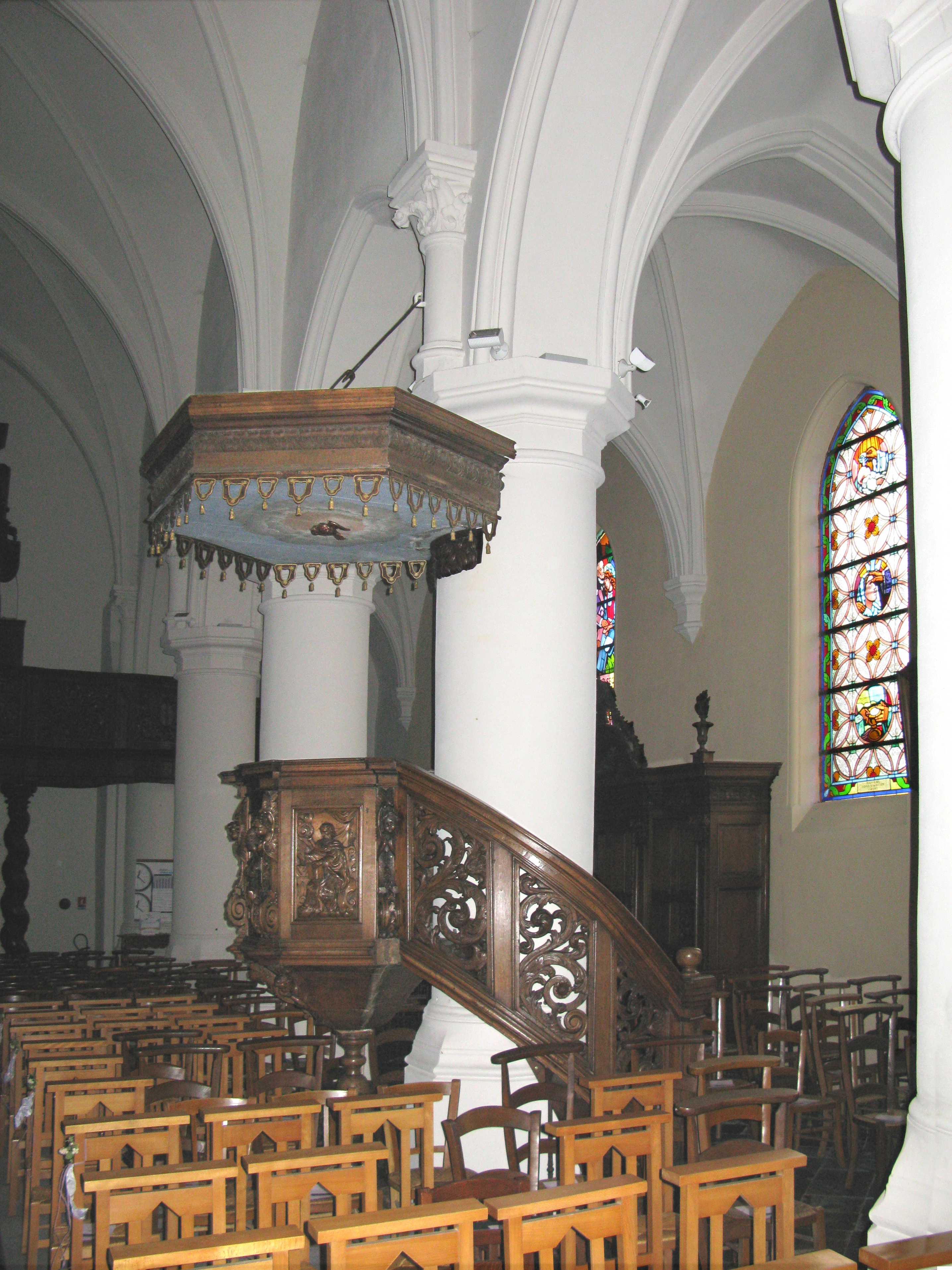
Kanzel in Brouckerque

Die Kanzel in der Kirche St-Omer von Brouckerque, einer französischen Gemeinde im Département Nord in der Region Hauts-de-France, wurde in der ersten Hälfte des 18. Jahrhunderts geschaffen. Die Kanzel aus Holz wurde im Jahr 1975 als Monument historique in die Liste der denkmalgeschützten Objekte (Base Palissy) in Frankreich aufgenommen.
Der Kanzelkorb ist mit Reliefs der Kirchenväter und Engelsköpfen geschmückt. Die Treppe hat ein Geländer mit geschnitzten Tafeln in Form von Pflanzenmotiven.
Der Schalldeckel ist achteckig und fast schmucklos; an der Unterseite ist auf mehrfarbigem  Grund die Heiliggeisttaube dargestellt. Die Rückwand der Kanzel wurde entfernt.